# الحكومة العثمانية

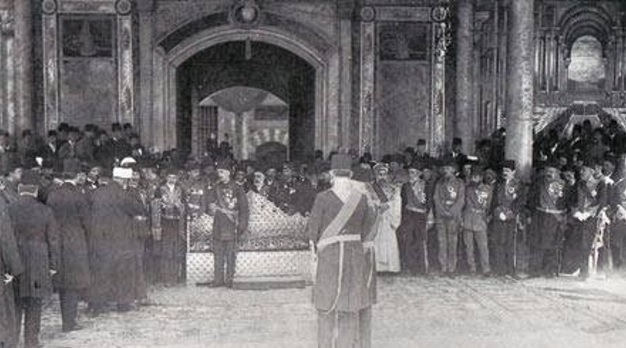

الحكومة العثمانية هي نظام مجلس الوزراء الذي طبقته الدولة العثمانية منذ بداية القرن التاسع عشر من أجل مواكبة الأنظمة الإدارية المعاصرة في أوروبا. كان مشابهًا جدًا لنظام مجلس الوزراء اليوم.

## أول نظام حكومي عثماني
كان الهيكل الحكومي الذي استخدمته الدولة العثمانية منذ تأسيسها حتى نهاية القرن الثامن عشر قائمًا على ما يسمى الديوان الهمايوني (مجلس الوزارء). كان المجلس ينعقد برئاسة السلطان، وعضوية مسؤولين في الدولة أبرزهم الوزير الأعظم، والوزراء، والدفتردار (وزير المالية)، وصدارت كتخداسي (وزير الداخلية)، والنيشانجي (كبير القضاة)، ورئيس الكتاب، والجاويش باشي. كما يشارك في المجلس قپودان دریا (قائد البحرية) وآغا الإنكشارية حسب الحاجة. ومع مرور الوقت، بدأت تقل مشاركة السلاطين في اجتماعات الديوان الهمايوني ليحل الوزير الأعظم بدلًا عنهم في رئاسة أعمال الديوان. وقد سمي مقر إقامة الوزير الأعظم بـ الباب العالي.

## الإصلاحات على بنية الحكومة في عهدي محمود الثاني وعبد المجيد
وبعد عام 1826، لم يعد الباب العالي مجر المقر الخاص للصدر الأعظم بل تحول إلى مؤسسة حكومية تضطلع بمهام محددة.
وتحولت المؤسسات المهمة للدولة إلى مؤسسات دائمة بدلاً من الاعتماد على شخصيات في إدارتها مثل النيشانجي ورئيس الكتاب. وسميت هذه المؤسسات بـ «النظارات» (الوزارات)، وأطلق على الأشخاص الذين يديرون تلك المؤسسات اسم «ناظر» (وزير)، كما أطلق على الاجتماعات الدورية التي كان يعقدها الوزراء اسم «هيئة الوكلاء».

## النظارات (الوزارات)
النظارات (الوزارات) الرئيسية في الحكومات العثمانية الأخيرة كانت على النحو التالي:
- نظارة الخارجية
- نظارة الحربية
- نظارة البحرية
- نظارة الداخلية
- نظارة العدلية
- نظارة المعارف (التعليم)
- نظارة النافعة (الأشغال العامة)
- نظارة التجارة والزراعة
- نظارة الأوقاف
- نظارة المالية